# Замок Корильяно
Замок Корильяно (итал. Castello di Corigliano) находится на юге Италии. Расположен в городе Корильяно Калабро, провинция Козенца, регион Калабрия.
Замок построен в 1073 году как один из аванпостов, возведённых норманнским командующим Робертом Гвискаром с 1064 до 1080 в долине реки Крати. До XVIII века известен под названием Палаццо Сангро. Замок неоднократно перестраивался, однако сохранил первоначальные элементы.
Роберто Сансеверино IV граф Корильяно в 1339—1361 годах перестраивает замок, приспосабливая его для жилья. В 1345 году здесь родился будущий король Неаполя Карл III Малый. В 1487—1495 годах замок был королевским, в нём находился военный гарнизон. В течение этого времени небольшая крепость была снова перестроена. В дальнейшем замок перестраивался в 1490, 1515—1516, 1540. Между 1650 и 1720 последовала новая серия перестроек.
В XVIII веке замок перешёл к герцогам Корильяно, которые переименовали его в честь своей фамилии.
Последняя из перестроек была осуществлена в XIX веке архитектором Гаэтано Дженовези.
В настоящее время в замке располагаются некоторые кафедры Восточного Университета и открыта историческая экспозиция.